# Katsuko Saruhashi
Katsuko Saruhashi (Japans: 猿橋 勝子, Saruhashi Katsuko) (Tokio, 22 maart 1920 – Tokio, 29 september 2007) was een Japans geochemicus. Ze ontwikkelde instrumenten waarmee reeds vroeg metingen van koolstofdioxide (CO2) in zeewater gedaan konden worden. Later toonde ze aan hoe gevaarlijk radioactieve fall-out is en hoe ver deze zich kan verspreiden. Ze onderzocht ook vreedzame toepassingen van kernenergie.
Daarnaast probeerde ze het aantal vrouwelijke wetenschappers te vergroten en hun status te verhogen, vooral in Japan. Ze was oprichter van de vereniging van vrouwelijke Japanse wetenschappers in 1958 en van de naar haar vernoemde Saruhashiprijs, die jaarlijks wordt uitgereikt aan een vrouwelijke wetenschapper die als rolmodel dient voor jongere collega's.
Ze was de eerste vrouw die werd verkozen tot lid van de Wetenschapsraad van Japan (Science Council of Japan - SCJ), die een doctoraat in de scheikunde behaalde aan de Universiteit van Tokio en de Miyakeprijs voor geochemie won.

## Leven en werk
Na een aantal jaren bij een verzekeringsmaatschappij studeerde Saruhashi vanaf 1941 aan het keizerlijk college voor vrouwelijke wetenschappers. Reeds in 1943 voltooide ze haar afstudeerwerk aan het Japanse meteorologisch onderzoeksinstituut, waar haar mentor Yasuo Miyake haar een baan aanbood.
In 1955 publiceerde Saruhashi een tabel om de concentratie van koolzuur en waterstofcarbonaat in oceaanwater te bepalen, afhankelijk van factoren als zoutgehalte, temperatuur en zuurgraad. Met dit werk behaalde ze in 1957 haar doctoraalscriptie aan de Universiteit van Tokio. Pas na 30 jaar werd die tabel vervangen door computerberekeningen.
Twee jaar na de Amerikaanse kernproeven op het Bikini-atol manifesteerden zich ziektes bij Japanse vissers. Naar aanleiding hiervan ontwikkelde Saruhashi meetmethoden om concentraties van radioactieve deeltjes in zeewater te bepalen. Hierdoor bleek dat deze deeltjes inderdaad de Japanse vissersboten bereikten. Mede door metingen kwam er een einde aan bovengrondse kernproeven.
In 1979 werd Saruhashi directeur van het geochemisch lab van het meteorologisch instituut en in 1980 werd ze het eerste vrouwelijke lid van de wetenschappelijke adviesraad van Japan.

## Varia
Op 22 maart 2018, naar aanleiding van Saruhashi's 98ste verjaardag, werd een Google Doodle aan haar opgedragen.